# Paweł Figurski
Paweł Figurski (ur. 1990) – polski dziennikarz, od 2022 związany z Wirtualną Polską.

## Życiorys
Ukończył I Liceum Ogólnokształcące im. Karola Miarki w Żorach, a następnie studia na Uniwersytecie Śląskim w Katowicach. W 2011 rozpoczął pracę w grupie mediowej Agory. Początkowo współpracował z portalem Gazeta.pl, w 2014 dołączył do krakowskiej redakcji „Gazety Wyborczej”. W 2017 wraz z Jarosławem Sidorowiczem był nominowany do Nagrody Dziennikarzy Małopolski za cykl materiałów o zatrzymaniu Ameera Alkhawlany’ego, irackiego doktoranta z Uniwersytetu Jagiellońskiego. Rok później, w 2018 otrzymał tę nagrodę za tekst o kulisach wypadku komendanta tarnowskiej policji Mariusza Dymura.
W 2021 wraz z Jarosławem Sidorowiczem opublikował w „Gazecie Wyborczej” szereg tekstów dziennikarskich poświęconych działalności ówczesnego prezesa Orlenu Daniela Obajtka. W ramach cyklu ujawniono tzw. taśmy Obajtka – nagrania zawierające zapis rozmów telefonicznych z 2009, tj. z czasu sprawowania przez Obajtka urzędu wójta gminy Pcim. Według ustaleń dziennika Obajtek miał złożyć w sądzie niezgodną z prawdą depozycję w sprawie łączenia przez niego funkcji wójta z jednoczesną działalnością w biznesie. Za ten cykl w październiku 2021 autorzy zostali nominowani do nagrody Radia Zet im. Andrzeja Woyciechowskiego. W grudniu 2021 otrzymali nagrodę Grand Press w kategorii „dziennikarstwo śledcze”. W maju 2022 zostali laureatami nagrody im. Dariusza Fikusa.
1 kwietnia 2022 dołączył do Wirtualnej Polski. W 2023 był współautorem artykułu o nadużyciach, których miał dopuścić się jeden z opolskich syndyków sądowych. W grudniu 2023 za ten tekst został nominowany (wraz z Patrykiem Słowikiem i Mateuszem Ratajczakiem) do nagrody Grand Press w kategorii „dziennikarstwo specjalistyczne i nowe formy dziennikarstwa”.

## Nagrody
- 2023: nominacja do nagrody Grand Press w kategorii „dziennikarstwo specjalistyczne i nowe formy dziennikarstwa”;
- 2022: nagroda im. Dariusza Fikusa;
- 2021: nagroda Grand Press w kategorii „dziennikarstwo śledcze”;
- 2021: nominacja do nagrody Radia Zet im. Andrzeja Woyciechowskiego;
- 2018: Nagroda Dziennikarzy Małopolski w kategorii „dziennikarstwo interwencyjne”;
- 2017: nominacja do Nagrody Dziennikarzy Małopolski w kategorii „news”.

## Twórczość
- Paweł Figurski, Jarosław Sidorowicz: Siedem szczęść Daniela Obajtka. Biografia, Warszawa: Agora, 2023, ISBN 978-83-268-4342-6.